# Международный детский музыкальный конкурс Ротари
Международный детский музыкальный конкурс Ротари (англ. International Russian Rotary Children Music Competition) — детский музыкальный конкурс, в котором могут принять участие дети 8-12 лет. Проводится в 4 категориях: фортепиано, скрипка, виолончель, арфа, духовые инструменты. Этот конкурс был основан в 2002 году Жозефом Марy, паст-президентом Московского международного Ротари клуба. Конкурс проводится ежегодно в городе Москве. Призовой фонд конкурса составляет ежегодно не менее 500 тыс. рублей.
В первых 16 конкурсах участвовали дети из Австралии, Австрии, Азербайджана, Армении, Беларуси, Бельгии, Болгарии, Германии, Великобритании, Венгрии, Вьетнама, Гонконга, Израиля, Ирландии, Испании, Италии, Китая, Южной Кореи, Северной Кореи, Кубы, Латвии, Литвы, Мексики, Молдовы, Норвегии, Польши, России, Румынии, Сербии, Сингапура, Словении, США, Узбекистана, Украины, Франции, Черногории, Швеции, Эстонии, Южно-Африканской Республики.

## Попечительский Совет
В попечительский совет входят следующие выдающиеся представители музыкального мира, политики и бизнеса
- Башкиров, Дмитрий Александрович- народный артист России, заслуженный артист РСФСР
- Браун Тибериус — глава Представительства ТУИ АГ в РФ
- Грач, Эдуард Давидович- народный артист СССР, профессор Московской Консерватории, солист Московской филармонии, художественный руководитель и дирижёр камерного оркестра «Московия»
- Коган, Павел Леонидович -Народный артист России, Художественный руководитель и главный дирижёр Московского государственного академического симфонического оркестра
- Лавров, Сергей Викторович- министр иностранных дел Российской Федерации
- Мару, Жозеф- основатель конкурса, Председатель Попечительского Совета, Председатель правления ТМК Европа ГмбХ, Председатель совета директоров ТМК Артром, Председатель совета директоров ТМК Решица, Президент Европейского дивизиона ТМК, заместитель генерального директора ОАО Трубная металлургическая компания
- Поллак Даниел- профессор Университета Южная Калифорния, лауреат конкурса Чайковского в 1958 году, член жюри Международного конкурса пианистов им. Чайковского в Москве, конкурса королевы Елизаветы в Брюсселе, конкурсов Хамамацу и Сонода в Японии, конкурса ЮНИСА в Претории (Южная Африка), конкурса им. Рахманинова в Москве
- Спиваков, Владимир Теодорович- народный артист СССР, лауреат Государственной премии СССР, художественный руководитель Государственного камерного оркестра «Виртуозы Москвы» и Национального филармонического оркестра России, президент Московского Международного Дома музыки
- Хохлов, Михаил Сергеевич- Директор МССМШ им. Гнесиных, заслуженный деятель искусств России, Заслуженный артист России
- Якупов, Александр Николаевич- художественный руководитель Оперного театра Московской государственной консерватории им. П. И. Чайковского, академик Международной академии информатизации, Заслуженный деятель искусств Российской Федерации, доктор искусствоведения, профессор
- Хаан Оттокар- посол Европейской комиссии в РФ 1996—1999

## Поддержка Послов
Конкурс поддержали многие послы стран ЕС в Москве:
- Хуан Санчес Арнау, посол Аргентины в РФ (исп. H.E. Juan Carlos Sanchez Arnau)
- Клод Блажимезон, Посол Франции в РФ (фр. H.E. Claude Blanchemaison)
- Жанфранко Факко Бонетти, Посол Италии в РФ (итал. H.E. Gianfranco Facco Bonetti)
- Жан Каде, Посол Франции в РФ (фр. H.E. Jean Cadet)
- Жозе Мармя Роблес Фрага, Посол Испании в РФ (исп.  H.E. Jose Maria Robles Fraga)
- Эрвин Хофер, Посол Швейцарии в РФ (нем. H.E. Erwin Hofer)
- Б. Б. Джонссон, Посол Исландии в РФ (аисл.  H.E. B.B. Jonsson)
- Др. Карло Кригер, Посол Люксембурга в РФ (нем. H.E. Dr. Carlo Krieger)
- Андре Мернье, Посол Бельгии в РФ (фр. H.E. Andre Mernier)
- Димитриос Параскевопоулос, Посол Греции в РФ
- Эрнст-Йорг фон Штудниц, Посол Германии в РФ (нем. H.E. Ernst-Jörg von Studnitz)
- Витторио Клаудио Сурдо, Посол Италии в РФ (итал. H.E. Vittorio Claudio Surdo)
- Ричард Райт, Посол ЕС в РФ (англ. H.E. Richard Wright)
- Мирослав Костелка, Посол Чешской Республики в РФ (чеш. H.E. Miroslav Kostelka)
- Дамме Анне Прингле, Посол Великобритании в РФ (англ. H.E. Damme Anne Pringle)
- Др. Маргот Клестил-Лоеффлер, Посол Австрии в РФ (нем. H.E. Dr. Margot Klestil-Löffler)

## Приветствия конкурсу
Приветствия конкурсу Ротари направили всемирно известные российские музыканты Владимир Спиваков, Юрий Башмет, Николай Петров и другие.
Приветствие конкурсу направил Министр иностранных дел Российской Федерации С. Лавров, Министр культуры и массовых коммуникаций Российской Федерации А. С. Соколов, Мэр Москвы , Руководство Федерального Агентства по Культуре и Кинематографии, и другие лица и организации.

## Выступления лауреатов конкурса в России и за границей
Международный музыкальный конкурс Ротари дает возможность лауреатам конкурса выступить в Европе. В 2007 году лауреаты Международного Детского Музыкального Конкурса Ротари представили Россию на 4 молодёжном фестивале искусств России и Франции в Каннах(Франция), проходившем при содействии Министерства Культуры и массовых Коммуникаций РФ, Федерального Агентства по культуре и кинематографии РФ, Российского Фонда Культуры, фонда Первого Президента России Б. Н. Ельцина, при поддержке Московского Международного Ротари Клуба и под патронажем Министерства Иностранных Дел РФ.
В 2008 году лауреаты конкурса представляли Россию на 5 молодёжном фестивале в Каннах и выступали с концертами в Италии и Германии.
В 2010 и 2011 году лауреаты конкурса выступали с концертами в Австрии, Франции, Италии и Германии.
В 2013, 2014 и 2015 году лауреаты конкурса принимали участие в Фестивале Моцарта в Германии при содействии Благотворительного фонда Жозефа Мару.
В 2019 году лауреаты конкурса выступали с концертом в резиденции посла РФ в Париже.

## Статистика
С момента учреждения конкурса в 2002 году в нём приняли участие соискатели из 36 стран и 197 городов.

## Лауреаты конкурса
- 2002
  - Роман Ким, , Владимир Кожухин, , Эмма Аликова , Татьяна Шалагинова, Дмитий Шишкин , Дмитрий Майборода

- 2003
  - Анна Денисова , Михаил Меринг , Анастасия Воротная, Елена Ильинская,
- 2005
  - Нарек Арутюнян , Сергей Белявский , Дмитрий Смирнов , Анастасия, Кобекина, Римма Бенюмова ,Тимур Нардинов
- 2006
  - Анна Савкина , Екатерина Рыбина ,Эльнора Махмудова ,Елена Просолупова , Юлия Ванюшина
- 2007
  - Александра Ли, Всеволод Бригида ,Кристина Торощина , Анастасия Соколова , Дмитрий Умеренков
- 2008
  - Мартин Гарсия , Руслан Шайназаров , Дмитрий Тюрин , Сара Зайтманн Франция, Арсений Бардовский
- 2009
  - Дзеги Парк, Георгий Крижненко, Наина Кобзарева, Виктор Маслов, Юдит Штапф, Тамара Попова, Петр Худоногов,
- 2010
  - Пак Ди На, Аггеялфис Таелия-Ярославна, Ли Джелин, Анастасия Егоренкова , Марк Приходко ,Арсений Мун ,
- 2011
  - Матвей Шерлинг, Роман Болдырев, Родион Сынчишин, Андрей Забавников, Марья Тихомирова, Дарья Калюжная,
- 2012
  - Арина Пан, Мария Матвеева, Инга Родина, Сара Драган, Патриция Блома, Данила Владыко,
- 2013
  - И Тинг Онг, Сингапур, Мариамна Шерлинг, Мария Андреева, Роберт Нойманн, Полина Тарасенко, Даниел Лозакович,
- 2014
  - Джошуа Норонха, Михаил Усов, София Яковенко , Хасан Денисов-Игнатов, Анастасия Иванова, Ольга Давнис, Сергей Хворостьянов,
- 2015

```
** Лея Жу, Андрей Варламов, Дженифер Панебянко дел Монако, Варвара Агаева, Андрей Рязанцев, Егор Опарин
```

- 2016

```
** Парк Богыеом, Матвей Блумин, София Мехоношина, Даниил Бессонов, Елена Криворотова, Анастасия Ивченко
```

- 2017
  - Александр Давидюк, Стефания Поспехина, Милена Пиорунска, Дмитрий Пинчук, Александр Рублев, Алиса Шишкова, София Фирсова
- 2019
  - Дмитрий Мелкумов, Иван Чепкин, София Колтакова, Полина Черкасова, Камила Соболева, Елисей Косолапов, Артем Рычагов, Семен Саломатников, Гихон Евланов

## Жюри конкурса
В разные годы членами жюри были: Народная артистка СССР Наталья Гутман, Народный Артист СССР, Профессор Московской Консерватории, солист Московской филармонии Эдуард Грач, Профессор Жозеф Мару, Генеральный секретарь «Европейского союза музыкальных конкурсов для молодёжи» (EMCY) Др. Экарт Рольфс, заслуженный деятель искусств РФ, Профессор Александр Якупов, директор Московской средней специальной музыкальной школы (колледж) им. Гнесиных, заслуженный артист России Михаил Хохлов, народный артист России дирижёр Павел Коган, заслуженный артист РСФСР, народный артист России Дмитрий Башкиров, Заслуженная артистка России Ксения Кнорре, Народный артист РСФСР Альберт Гофман, Народный артист России Сергей Гиршенко, Народный артист РФ Владимир Овчинников, руководитель академии Музыкального фестивалья Вербье Христиан Томпсон и другие видные личности музыкального мира.